# مرک (سکه)
| جیمز ششم: نیم مرک یا نوبل                                    | جیمز ششم: نیم مرک یا نوبل                     |
| ------------------------------------------------------------ | --------------------------------------------- |
|                                                              |                                               |
| ترکیب متقابل صلیب فلوری با ۴ عدد تاج و گل خار.               | تاج اسکاتلند در کنار نشان بر پایه فرقه: ۶ و ۸ |
| 1577 – وزن 6.57 گرم (وزن تقریبی 103.8 دانه (یکا)). نمونه 135 |                                               |

مرک (انگلیسی: Merk)، یک سکه نقره در اسکاتلند بود. معنای اصلی کلمه به عنوان یک مارک (واحد پول) نقره است و از  پایان سده ۱۶ و در سده ۱۷ در اسکاتلند رایج بود.
ارزش یک واحد «مرک» برابر با (دقیقاً ۲/۳ از یک پوند استرلینگ اسکاتلندی یا حدود یک شیلینگ انگلیسی) بود،  علاوه بر MERKS، سکه نیم MERK و یک چهارم MERK نیز در ارزش های مختلف ضرب شده بود.